# Ochna leucophloeos
Ochna leucophloeos är en tvåhjärtbladig växtart. Ochna leucophloeos ingår i släktet Ochna och familjen Ochnaceae.

## Underarter
Arten delas in i följande underarter:
- O. l. leucophloeos
- O. l. ugandensis